# (14860) 1989 WD3
(14860) 1989 WD3 est un astéroïde de la ceinture principale découvert en 1989.

## Description
(14860) 1989 WD3 a été découvert le 27 novembre 1989 à l'observatoire Gekko, situé à Shizuoka (Japon), par Yoshiaki Ōshima.

### Caractéristiques orbitales
L'orbite de cet astéroïde est caractérisée par un demi-grand axe de 2,74 UA, un périhélie de 2,33 UA, une excentricité de 0,15 et une inclinaison de 5,09° par rapport à l'écliptique. Du fait de ces caractéristiques, à savoir un demi-grand axe compris entre 2 et 3,2 UA et un périhélie supérieur à 1,666 UA, il est classé, selon la JPL Small-Body Database, comme objet de la ceinture principale d'astéroïdes.

### Caractéristiques physiques
(14860) 1989 WD3 a une magnitude absolue (H) de 14,0 et un albédo estimé à 0,366.